# Scytopetalaceae
Scytopetalaceae is een botanische naam, voor een familie van tweezaadlobbige planten. Een familie onder deze naam wordt vrij algemeen erkend door systemen voor plantentaxonomie, maar niet door het APG-systeem (1998) en het APG II-systeem (2003): deze voegen de betreffende planten in bij een iets vergrote familie Lecythidaceae.
Het gaat om een kleine familie van enkele tientallen soorten, die voorkomen in West-Afrika.
In het Cronquist-systeem (1981) is de plaatsing van de familie in de orde Theales.